# Tomoyasu Andō
Tomoyasu Andō (jap. 安藤 智安 Andō Tomoyasu; ur. 23 maja 1974) – japoński piłkarz występujący na pozycji bramkarza.

## Kariera klubowa
Od 1997 do 2006 roku występował w klubach Urawa Reds, Avispa Fukuoka i Omiya Ardija.